# Faustula gasterostei
Faustula gasterostei är en plattmaskart. Faustula gasterostei ingår i släktet Faustula och familjen Fellodistomatidae. Inga underarter finns listade i Catalogue of Life.